# Oasis-klassen
Oasis-klassen er en skibsklasse af krydstogtskibe fra rederiet Royal Caribbean International, og er verdens største krydstogtskibe. De første to skibe i klassen, Oasis of the Seas og Allure of the Seas blev leveret i 2009 og 2010.  
I maj 2016 bliver Harmony of the Seas sat i drift, og vil blive det største i klassen.

## Skibe[1]
| Navn                   | Status                    | I drift for Royal Caribbean | Ton     | Hjemhavn        | Noter | Billede |
| ---------------------- | ------------------------- | --------------------------- | ------- | --------------- | --- | ------- |
| Oasis of the Seas      | I Drift                   | 5. december 2009            | 226.838 | Port Everglades | Et af de største krydstogtskibe i verden sammen med søsteren "Allure of the Seas" |         |
| Allure of the Seas     | I Drift                   | 1. december 2010            | 225.282 | Fort Lauderdale | Teknisk set er hun det største krydstogtskib i verden, da hun er 50 mm længere end Oasis of the Seas.                                                                                       |         |
| Harmony of the Seas    | I Drift                   | 19. juni 2016               | 226.963 | Port Everglades | Vil blive det største skib i klassen, og også det største krydstogtskib i verden. Det vil overgå de andre skibe i klassen med 2,15 meter i længden, 5,5 meters bredde, og 2.418 bruttotons. |         |
| Symphony of the Seas   | Køl lagt 29. oktober 2015 | 2018                        | 228.081 | TBA             | |         |
| M/S Wonder of the Seas |                           | 2022                        | 235.600 |                 | |         |
| M/S Utopia of the Seas |                           | 2024                        |         |                 | |         |